# Abronia graminea
O lagarto-jacaré mexicano (Abronia graminea), é uma espécie arborícola endêmica dos planaltos dos estados de Veracruz e Puebla, no México. Esses animais podem chegar a 30 centímetros de comprimento e viver de 10 a 15 anos em cativeiro. Apesar de ser tratada como uma espécie relativamente comum, sua abundância tem diminuido ao longo dos anos. Isso classifica o A. graminea como ameaçada pela Lista Vermelha da IUCN. Dentre as maiores ameaças ao lagarto-jacaré estão a perda de habitat e sua distribuição restrita. A espécie também enfrenta problemas com o comércio ilegal. 